# Novella Nikolajevna Matvejevová

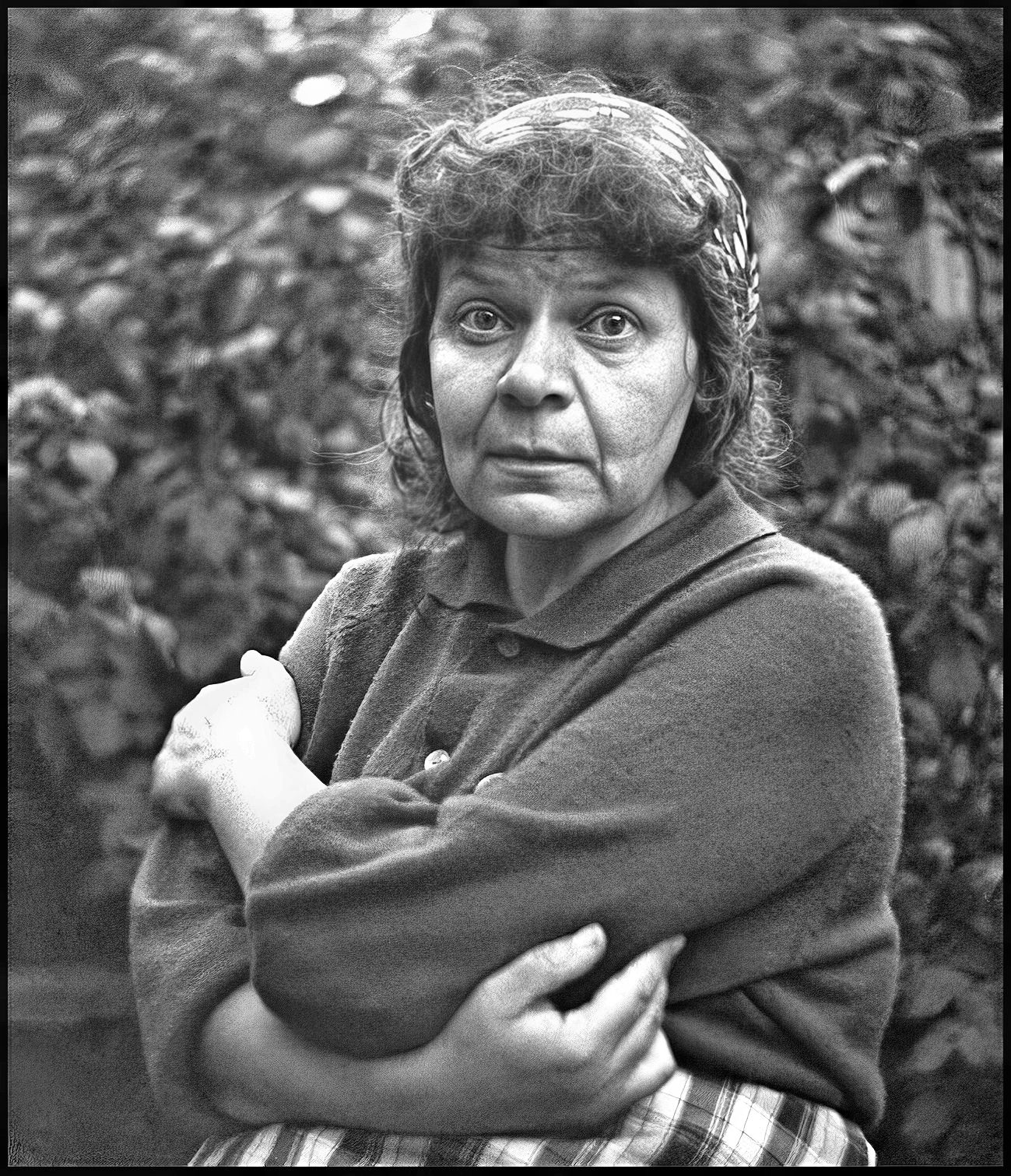
Novella Nikolajevna Matvejevová (1976)

Novella Nikolajevna Matvejevová (rusky Новелла Николаевна Матвеева; 7. října 1934 – 4. září 2016) byla ruská básnířka, prozaička, bardka, dramaturgyně a literární teoretička.

## Životopis
Novella Nikolajevna se narodila 7. října roku 1934 v Leningradské oblasti ve městě s příznačným názvem Puškin. Její otec, Nikolaj Nikolajevič Matvejev-Bodryj – zeměpisec, zabýval se historií Dálného východu. Svým založením byl romantik, proto také pojmenoval děti Novella a Roal. Matka – Matvejeva-Orleněva Naděžda Timofejevna, básnířka. Dědeček, Nikolaj Petrovič Matvejev-Amurskyj, rovněž básník a autor první „Historie města Vladivostoku“.
Od roku 1950 do roku 1957 Matvejevová pracovala v domě dětí Šjolkovského rajónu Moskevské oblasti. V roce 1962 skončila literární kurzy při Literárním institutu A. M. Gorkého.
Již od dětství píše verše. První veřejná publikace v roce 1958. První sbírku vydala v roce 1961, druhá („Korablik“) – v roce 1963. V roce 1961 Matvejevovou přijali do Svazu spisovatelů SSSR. V 70. letech vydala knihy „Lastočkina škola“, „Reka“ a další. V 80. letech dále – „Zakon pěseň“, „Strana priboja“ a další.

## Dílo
Od padesátých let Novella Nikolajevna psala melodie ke svým veršům a sama je zpívala se svérázným doprovodem sedmistrunné kytary. Od roku 1972 píše rovněž melodie na verše svého muže, básníka Ivana Kiuru.
V roce 1984 v Ruském akademickém divadle mládeže v Moskvě byla uvedena hra „Predskazanije Eglja“ – fantazie na motivy A. Grina, ve které se objevilo 33 písní Novelly Nikolajevny. V roce 1996 vyšla kniha vzpomínek „Mjač, astavšijcja v něbe“. V roce 1998 se Novella Matvejevová stala laureátkou Ceny Puškina za poezii.
Matvejevová žila a pracovala v Moskvě.
Její písně v České republice zpívají Milan Dvořák a Věra Slunéčková

## Sbírky – ruské originály
- Lirika (1961)
- Korablik (1963)
- Duša věšej (1966)
- Solněčnyj zajčik (1966)
- Lastočkina škola (1973)
- Reka (1978)
- Zakon pěseň (1983)
- Strana priboja (1983)
- Kroličja děrevňja (1984)
- Izbrannoje (1986)
- Chvala rabotě (1987)
- Něrastoržimyj krug (1991)
- Melodija dlja gitary (1998)
- Kasseta snov (1998)
- Sonety (1998)
- Karavan (2000)
- Žasmin (2001)

## Sbírky – české překlady
- Cesta návětrnem (1979) – přeložila Jana Štroblová